# Siewierskaja
Siewierskaja (ros. Северская) – stanica w Rosji, w Kraju Krasnodarskim, ośrodek administracyjny rejonu siewierskiego. W 2010 liczyła 24 867 mieszkańców, wśród których 22 779 zadeklarowało narodowość rosyjską, 498 ukraińską, 82 białoruską, 13 polską, 3 bułgarską, 6 serbską, 87 niemiecką, 23 mołdawską, 498 ormiańską, 265 grecką, 3 żydowską, 64 gruzińską, 6 czeczeńską, 5 lezgińską, 5 dagestańską, 6 kabardyjską, 27 adygejską, 29 osetyjską, 23 tadżycką, 13 jezydzką, 54 romską, 79 tatarską, 8 baszkirską, 7 czuwaską, 5 kazachską, 34 azerską, 8 uzbecką, 5 karaczajską, 8 turecką, 5 turkmeńską, 5 gagauską, 3 ujgurską, 8 mordwińską, 6 udmurcką, 5 maryjską, 3 komiacką, 48 komi-permiacką, 7 estońską, 3 węgierską, 12 koreańską, a 129 osób nie wskazało żadnej.